# 티나 첸
티나 첸(Tina Chen, 1943년 11월 2일 ~ )은 미국의 배우이다.
충칭시에서 태어났다.

## 출연 작품
- 올모스트 퍼펙트 (2011, Almost Perfect)
- 페이스 (2002년)
- 콘돌 (1975년)
- 하와이언스 (1970년)
- 앨리스의 레스토랑 (1969년)

### 텔레비전
- 샌프란시스코 수사반 (1976)